# LiPS
LiPS ou Linux Phone Standards est un consortium créé par un groupe d'opérateurs de téléphonie, de fabricant d'appareils et de composants et d'éditeurs de logiciels qui se focalisent sur Linux.
LiPS rejoint la LiMo Foundation en juin 2008.